# Kazimierz Kutz

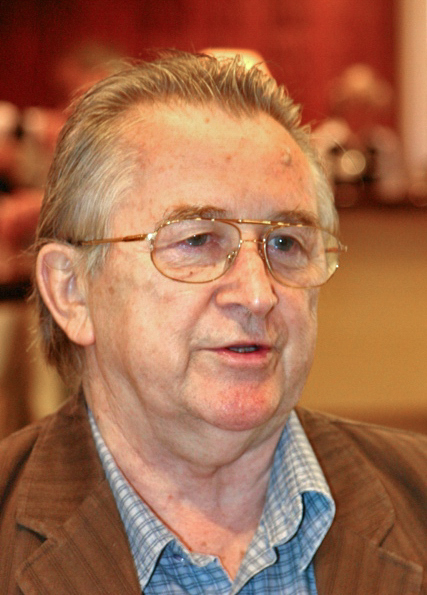
Kazimierz Kutz, 2006

Kazimierz Julian Kutz (Szopienice (Katowice), 16 februari 1929 – Warschau, 18 december 2018) was een Pools filmregisseur en scenarioschrijver.

## Filmografie
- 1958 – Krzyż Walecznych
- 1960 – Nikt nie woła
- 1961 – Ludzie z pociągu
- 1961 – Tarpany
- 1963 – Milczenie
- 1964 – Upał
- 1966 – Ktokolwiek wie...
- 1967 – Skok
- 1969 – Sól ziemi czarnej
- 1971 – Perła w koronie
- 1974 – Linia
- 1975 – Znikąd donikąd
- 1979 – Paciorki jednego różańca
- 1983 – Na straży swej stać będę
- 1986 – Wkrótce nadjejdą bracia
- 1987 – O rany, nic się nie stało!!!
- 1993 – Straszny sen Dzidziusia Górkiewicza
- 1994 – Śmierć jak kromka chleba
- 1994 – Zawrócony
- 1995 – Pułkownik Kwiatkowski
- 1997 – Sława i Chwała